# Wedge-Druck
Der (pulmonalkapilläre) Wedge-Druck oder Lungenkapillarenverschlussdruck, abgekürzt PWP, PCWP oder PAWP gemäß englisch Pulmonary (Capillary/Arterial) Wedge Pressure, ist ein Ausdruck für einen Messwert, der im Lungenkreislauf mittels Katheter erhoben werden kann. In der kardiopulmonalen Spezialdiagnostik, besonders in der Notfall- und Intensivmedizin, ist er bedeutsam. Er beschreibt den Druck, der beim vorübergehenden Verschließen (Blocken mittels Ballon) eines kleinen Astes der Pulmonalarterie (Arteria pulmonalis) mittels eines Ballonkatheters (Pulmonalarterienkatheter, der von Jeremy Swan und William Ganz entwickelt worden ist – daher auch Swan-Ganz-Katheter genannt) in Wedge-Position (englisch wedge = Keil; to wedge = sich einkeilen, sich festklemmen) distal zum geblockten Ballon gemessen wird.
Der Wedge-Druck entspricht unter physiologischen Bedingungen den Druckverhältnissen im kleinen Kreislauf und im linken Vorhof und somit der Vorlast des linken Ventrikels (die Druckverhältnisse im linken Ventrikel können – abgesehen von Patienten mit absoluter Arrhythmie und Vorhofflimmern oder einem AV-Knoten-Rhythmus – durch einen Rechtsherzkatheter nicht beurteilt werden).
Der Normbereich für den Wedge-Druck liegt bei exakter Kalibrierung des Nullpunktes zwischen 5 und 16 mmHg.
Eine Erhöhung der PCWP tritt in der initialen Phase des kardiogenen Schocks aufgrund des akuten Linksherzversagens auf, gefolgt von einem Abfall des Schlagvolumens, und kann auch auf einen linksventrikulären Herzinfarkt, eine akute Ventrikelseptumruptur oder eine Herzbeuteltamponade hinweisen.
Anhand des PCWP kann der Hydratationszustand des Patienten beurteilt werden. Der Wedge-Druck ist erniedrigt bei Hypovolämie, aber auch bei rechtsventrikulärem Herzinfarkt und früher Sepsis.